# فرودگاه شهرستان هرمیستون
فرودگاه شهرستان هرمیستون (به انگلیسی: Hermiston Municipal Airport) یک فرودگاه همگانی بهره‌برداری هوایی با کد یاتا HES است که یک باند فرود آسفالت دارد و طول باند آن ۱۳۷۲ متر است. این فرودگاه در شهر هرمیستن، اورگن کشور ایالات متحده آمریکا قرار دارد و در ارتفاع ۱۹۶ متری از سطح دریا واقع شده‌است.